# Wereldkampioenschap ijshockey mannen 2015
Het 79e IIHF Wereldkampioenschap ijshockey voor mannenteams in de Top division (A-landen) vond plaats van 1 tot en met 17 mei 2015 in Praag en Ostrava (Tsjechië). 

## Formule
De wedstrijden werden gespeeld in 2 groepen: groep A speelde in de O2Arena in Praag en groep B speelde in de ČEZ Aréna. Beide groepen bevatten 8 teams. De vier beste teams van elke groep stootten door naar de kwartfinales. Vanaf de kwartfinales werden de groepen gemengd. De laatste van elke groep degradeerde naar de Division I Group A.

## Deelnemende landen
| - Canada - Duitsland - Frankrijk - Letland - Oostenrijk - Tsjechië - Zwitserland - Zweden | - Denemarken - Finland - Noorwegen - Rusland - Slovenië - Slowakije - Verenigde Staten - Wit-Rusland |

## Uitslagen

### Voorronden
|  | Geplaatst voor kwartfinale |
|  | Degradeert                 |

#### Groep A
De wedstrijden werden gespeeld in de O2Arena.

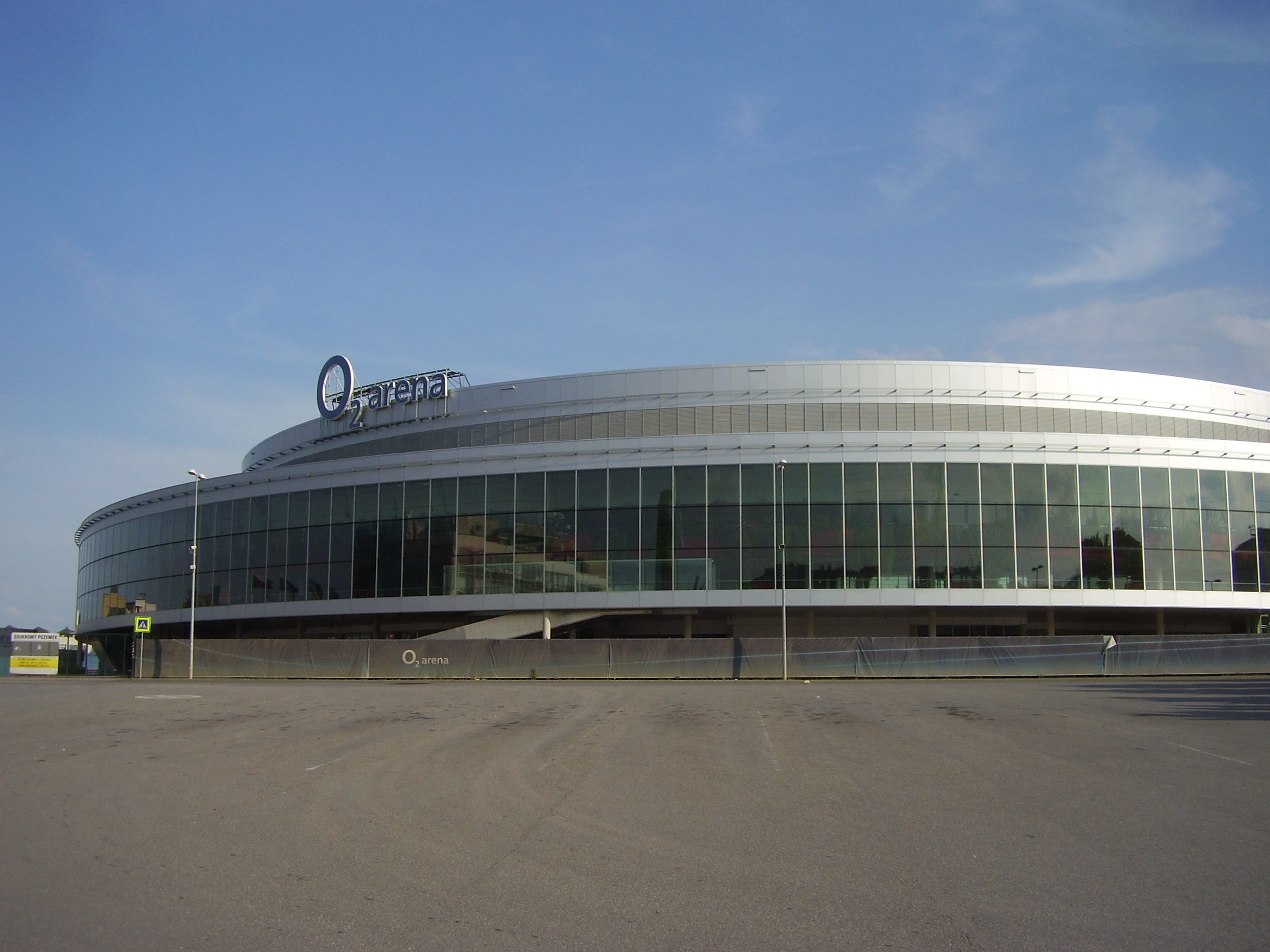
De O_{2}Arena in Praag

| Datum  | Land        | Land        | Uitslag        | Periode                   |
| ------ | ----------- | ----------- | -------------- | ------------------------- |
| 1 mei  | Canada      | Letland     | 6 – 1          | (3–0, 2–0, 1–1)           |
| 1 mei  | Tsjechië    | Zweden      | 5 – 6 (1–2 np) | (1–2, 0–1, 4–2, 0–0, 0–1) |
| 2 mei  | Zwitserland | Oostenrijk  | 3 – 4 (0–1 np) | (1–0, 1–1, 1–2, 0–0, 0–1) |
| 2 mei  | Frankrijk   | Duitsland   | 1 – 2          | (0–1, 0–0, 1–1)           |
| 2 mei  | Letland     | Tsjechië    | 2 – 4          | (1–0, 1–3, 0–1)           |
| 3 mei  | Oostenrijk  | Zweden      | 1 – 6          | (0–3, 0–3, 1–0)           |
| 3 mei  | Canada      | Duitsland   | 10 – 0         | (4–0, 5–0, 1–0)           |
| 3 mei  | Frankrijk   | Zwitserland | 1 – 3          | (0–1, 0–1, 1–1)           |
| 4 mei  | Letland     | Zweden      | 1 – 8          | (0–1, 1–3, 0–4)           |
| 4 mei  | Canada      | Tsjechië    | 6 – 3          | (2–1, 1–1, 3–1)           |
| 5 mei  | Zwitserland | Duitsland   | 1 – 0          | (0–0, 0–0, 1–0)           |
| 5 mei  | Oostenrijk  | Frankrijk   | 0 – 2          | (0–0, 0–0, 0–2)           |
| 6 mei  | Zwitserland | Letland     | 1 – 2 (nv)     | (0–0, 0–1, 1–0, 0–1)      |
| 6 mei  | Zweden      | Canada      | 4 – 6          | (3–0, 1–3, 0–3)           |
| 7 mei  | Tsjechië    | Frankrijk   | 5 – 1          | (0–0, 2–1, 3–0)           |
| 7 mei  | Zweden      | Duitsland   | 4 – 3          | (2–1, 0–1, 2–1)           |
| 8 mei  | Tsjechië    | Oostenrijk  | 4 – 0          | (0–0, 3–0, 1–0)           |
| 8 mei  | Duitsland   | Letland     | 2 – 1          | (0–1, 0–0, 2–0)           |
| 9 mei  | Frankrijk   | Canada      | 3 – 4          | (1–2, 0–1, 2–1)           |
| 9 mei  | Oostenrijk  | Letland     | 1 – 2 (nv)     | (1–0, 0–1, 0–0, 0–1)      |
| 9 mei  | Zweden      | Zwitserland | 2 – 1 (nv)     | (1–0, 0–0, 0–1, 0–1)      |
| 10 mei | Duitsland   | Tsjechië    | 2 – 4          | (1–1, 1–2, 0–1)           |
| 10 mei | Zwitserland | Canada      | 2 – 7          | (1–2, 0–3, 1–2)           |
| 11 mei | Duitsland   | Oostenrijk  | 2 – 3 (1–2 np) | (0–0, 0–1, 2–1, 0–0, 0–1) |
| 11 mei | Zweden      | Frankrijk   | 4 – 2          | (1–0, 1–2, 2–0)           |
| 12 mei | Canada      | Oostenrijk  | 10 – 1         | (4–0, 2–0, 4–1)           |
| 12 mei | Letland     | Frankrijk   | 2 – 3 (1–3 np) | (1–0, 1–0, 0–2, 0–0, 0–1) |
| 12 mei | Tsjechië    | Zwitserland | 2 – 1 (2–1 np) | (0–1, 0–0, 1–0, 0–0, 1–0) |

| Groep A |             |             |             |             |             |             |            |            |            |        |
| #       | Land        | Wedstrijden | Wedstrijden | Wedstrijden | Wedstrijden | Wedstrijden | Doelpunten | Doelpunten | Doelpunten | Punten |
| #       | Land        | G           | W           | OTW         | OTV         | V           | V          | T          | Saldo      | Punten |
| 1       | Canada      | 7           | 7           | 0           | 0           | 0           | 49         | 14         | +35        | 21     |
| 2       | Zweden      | 7           | 4           | 2           | 0           | 1           | 34         | 19         | +15        | 16     |
| 3       | Tsjechië    | 7           | 4           | 1           | 1           | 1           | 27         | 18         | +9         | 15     |
| 4       | Zwitserland | 7           | 2           | 0           | 4           | 1           | 12         | 18         | -6         | 10     |
| 5       | Duitsland   | 7           | 2           | 1           | 0           | 4           | 11         | 24         | -13        | 7      |
| 6       | Frankrijk   | 7           | 1           | 1           | 0           | 5           | 13         | 20         | -7         | 5      |
| 7       | Letland     | 7           | 0           | 2           | 1           | 4           | 11         | 25         | -14        | 5      |
| 8       | Oostenrijk  | 7           | 1           | 1           | 1           | 4           | 10         | 29         | -19        | 5      |

#### Groep B
De wedstrijden werden gespeeld in de ČEZ Aréna.

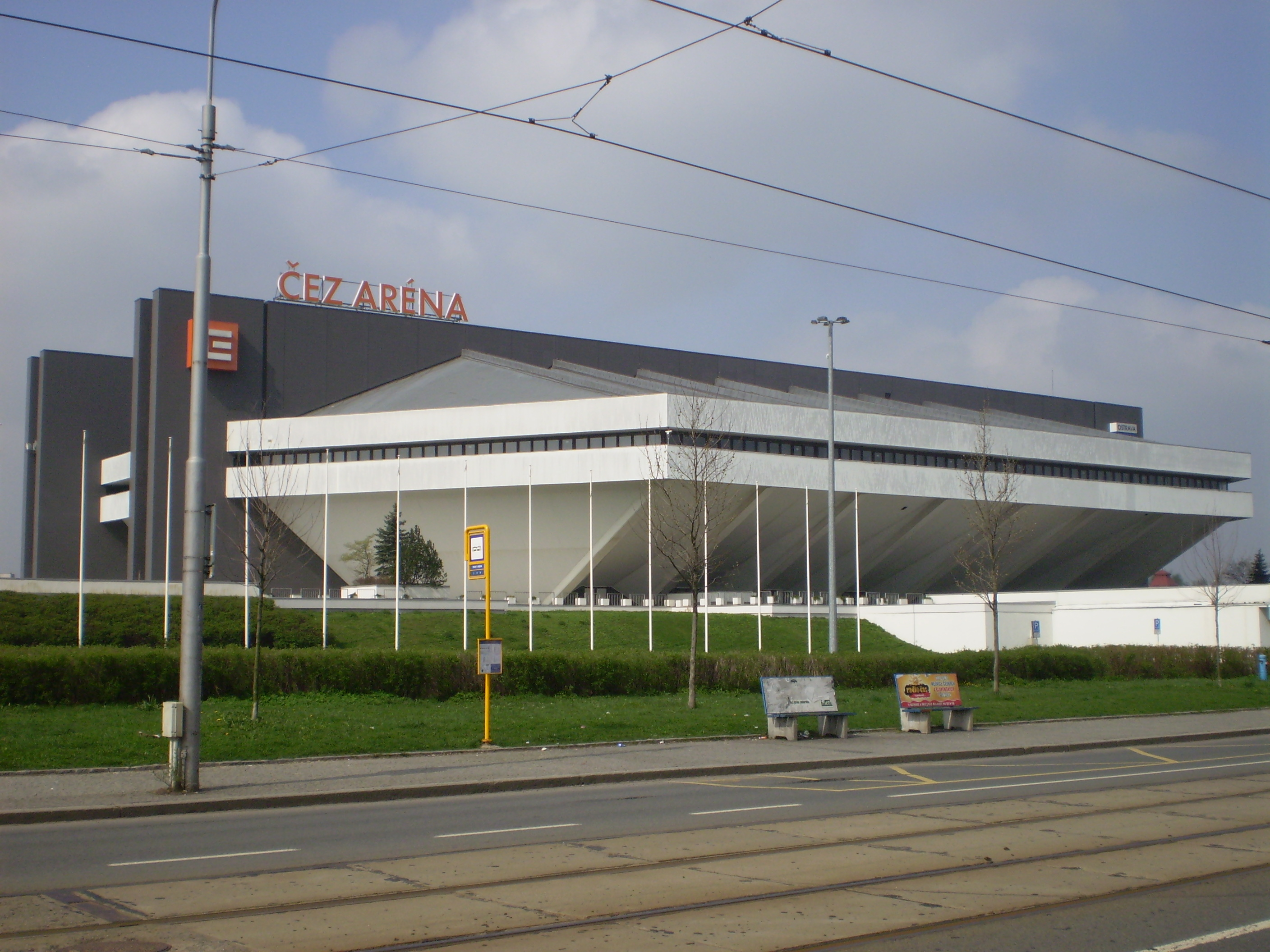
De ČEZ Aréna in Ostrava

| Datum  | Land             | Land             | Uitslag        | Periode                   |
| ------ | ---------------- | ---------------- | -------------- | ------------------------- |
| 1 mei  | Verenigde Staten | Finland          | 5 – 1          | (1–0, 2–1, 2–0)           |
| 1 mei  | Rusland          | Noorwegen        | 6 – 2          | (4–0, 2–2, 0–0)           |
| 2 mei  | Slowakije        | Denemarken       | 4 – 3 (2–1 np) | (0–0, 0–1, 3–2, 0–0, 1–0) |
| 2 mei  | Wit-Rusland      | Slovenië         | 4 – 2          | (2–1, 1–0, 1–1)           |
| 2 mei  | Noorwegen        | Verenigde Staten | 1 – 2          | (1–1, 0–1, 0–0)           |
| 3 mei  | Rusland          | Slovenië         | 5 – 3          | (3–0, 1–2, 1–1)           |
| 3 mei  | Wit-Rusland      | Slowakije        | 1 – 2 (nv)     | (0–0, 0–0, 1–1, 0–1)      |
| 3 mei  | Denemarken       | Finland          | 0 – 3          | (0–0, 0–3, 0–0)           |
| 4 mei  | Rusland          | Verenigde Staten | 2 – 4          | (0–1, 1–1, 1–2)           |
| 4 mei  | Noorwegen        | Finland          | 0 – 5          | (0–1, 0–2, 0–2)           |
| 5 mei  | Denemarken       | Wit-Rusland      | 1 – 5          | (1–0, 0–3, 0–2)           |
| 5 mei  | Slowakije        | Slovenië         | 3 – 1          | (0–1, 0–0, 3–0)           |
| 6 mei  | Rusland          | Denemarken       | 5 – 2          | (2–0, 1–1, 2–1)           |
| 6 mei  | Slowakije        | Noorwegen        | 2 – 3          | (1–0, 1–2, 0–1)           |
| 7 mei  | Verenigde Staten | Wit-Rusland      | 2 – 5          | (0–0, 1–3, 1–2)           |
| 7 mei  | Finland          | Slovenië         | 4 – 0          | (2–0, 2–0, 0–0)           |
| 8 mei  | Slovenië         | Noorwegen        | 1 – 3          | (0–1, 1–2, 0–0)           |
| 8 mei  | Verenigde Staten | Denemarken       | 1 – 0          | (0–0, 1–0, 0–0)           |
| 9 mei  | Wit-Rusland      | Rusland          | 0 – 7          | (0–1, 0–3, 0–3)           |
| 9 mei  | Finland          | Slowakije        | 3 – 0          | (0–0, 0–0, 3–0)           |
| 9 mei  | Denemarken       | Noorwegen        | 4 – 1          | (2–1, 1–0, 1–0)           |
| 10 mei | Slovenië         | Verenigde Staten | 1 – 3          | (0–2, 1–0, 0–1)           |
| 10 mei | Slowakije        | Rusland          | 2 – 3 (nv)     | (1–0, 0–1, 1–1, 0–1)      |
| 11 mei | Finland          | Wit-Rusland      | 3 – 2 (2–1 np) | (0–0, 0–0, 2–2, 0–0, 1–0) |
| 11 mei | Slovenië         | Denemarken       | 1 – 0          | (1–0, 0–0, 0–0)           |
| 12 mei | Noorwegen        | Wit-Rusland      | 2 – 3          | (0–1, 1–2, 1–0)           |
| 12 mei | Verenigde Staten | Slowakije        | 5 – 4 (nv)     | (2–0, 2–4, 0–0, 1–0)      |
| 12 mei | Finland          | Rusland          | 3 – 2 (1–0 np) | (0–1, 1–0, 1–1, 0–0, 1–0) |

| Groep B |                  |             |             |             |             |             |            |            |            |        |
| #       | Land             | Wedstrijden | Wedstrijden | Wedstrijden | Wedstrijden | Wedstrijden | Doelpunten | Doelpunten | Doelpunten | Punten |
| #       | Land             | G           | W           | OTW         | OTV         | V           | V          | T          | Saldo      | Punten |
| 1       | Verenigde Staten | 7           | 5           | 1           | 0           | 1           | 22         | 14         | +8         | 17     |
| 2       | Finland          | 7           | 4           | 2           | 0           | 1           | 22         | 9          | +13        | 16     |
| 3       | Rusland          | 7           | 4           | 1           | 1           | 1           | 30         | 16         | +14        | 15     |
| 4       | Wit-Rusland      | 7           | 4           | 0           | 2           | 1           | 20         | 19         | +1         | 14     |
| 5       | Slowakije        | 7           | 1           | 2           | 2           | 2           | 17         | 19         | -2         | 9      |
| 6       | Noorwegen        | 7           | 2           | 0           | 0           | 5           | 12         | 23         | -11        | 6      |
| 7       | Denemarken       | 7           | 1           | 0           | 1           | 5           | 10         | 20         | -10        | 4      |
| 8       | Slovenië         | 7           | 1           | 0           | 0           | 6           | 9          | 22         | -13        | 3      |

### Rechtstreekse uitschakeling
|  | kwartfinale (14 mei) | kwartfinale (14 mei) |                  |   | halve finale (16 mei) | halve finale (16 mei) |   |  | finale (17 mei) | finale (17 mei) |
|  |                      |                      |                  |   |                       |                       |   |  |                 |                 |
|  |                      |                      |                  |   |                       |                       |   |  |                 |                 |
|  |                      |                      |                  |   |                       |                       |   |  |                 |                 |
|  | 1A Canada            | 9                    |                  |   |                       |                       |   |  |                 |                 |
|  | 1A Canada            | 9                    |                  |   |                       |                       |   |  |                 |                 |
|  | 4B Wit-Rusland       | 0                    |                  |   |                       |                       |   |  |                 |                 |
|  | 4B Wit-Rusland       | 0                    | Canada           | 2 |                       |                       |   |  |                 |                 |
|  |                      |                      | Canada           | 2 |                       |                       |   |  |                 |                 |
|  |                      | Tsjechië             | 0                |   |                       |                       |   |  |                 |                 |
|  | 2B Finland           | Tsjechië             | 0                | 3 |                       |                       |   |  |                 |                 |
|  | 2B Finland           |                      |                  | 3 |                       |                       |   |  |                 |                 |
|  | 3A Tsjechië          | 5                    |                  |   |                       |                       |   |  |                 |                 |
|  | 3A Tsjechië          | 5                    | Canada           | 6 |                       |                       |   |  |                 |                 |
|  |                      |                      | Canada           | 6 |                       |                       |   |  |                 |                 |
|  |                      | Rusland              | 1                |   |                       |                       |   |  |                 |                 |
|  | 1B Verenigde Staten  | Rusland              | 1                | 3 |                       |                       |   |  |                 |                 |
|  | 1B Verenigde Staten  |                      |                  | 3 |                       |                       |   |  |                 |                 |
|  | 4A Zwitserland       | 1                    |                  |   |                       |                       |   |  |                 |                 |
|  | 4A Zwitserland       | 1                    | Verenigde Staten | 0 | derde plaats (17 mei) | derde plaats (17 mei) |   |  |                 |                 |
|  |                      |                      | Verenigde Staten | 0 | derde plaats (17 mei) | derde plaats (17 mei) |   |  |                 |                 |
|  |                      | Rusland              | 4                |   |                       |                       |   |  |                 |                 |
|  | 2A Zweden            | Rusland              | 4                | 3 |                       |                       |   |  |                 |                 |
|  | 2A Zweden            |                      |                  |   |                       | Verenigde Staten      | 3 |  |                 |                 |
|  | 3B Rusland           | 5                    |                  |   |                       | Verenigde Staten      | 3 |  |                 |                 |
|  | 3B Rusland           | 5                    | Tsjechië         | 0 |                       |                       |   |  |                 |                 |
|  |                      |                      | Tsjechië         | 0 |                       |                       |   |  |                 |                 |

|                                     |                                                |                 |              |                                                                                 |
| 14 mei 2015 15u15 UTC+2 kwartfinale | Verenigde Staten                               | 3–1             | Zwitserland  | ČEZ Aréna Scheidsrechter: Viacheslav Bulanov Jyri Ronn Jimmy Dahmen Bevan Mills |
| 14 mei 2015 15u15 UTC+2 kwartfinale | Smith (30:17), Coyle (31:14), Gardiner (50:33) | (0–1, 2–0, 1–0) | Josi (13:04) | ČEZ Aréna Scheidsrechter: Viacheslav Bulanov Jyri Ronn Jimmy Dahmen Bevan Mills |

|                                     | |                 |             |                                                                                     |
| 14 mei 2015 16u15 UTC+2 kwartfinale | Canada | 9–0             | Wit-Rusland | O2Arena Scheidsrechter: Timothy Mayer Marcus Vinnerborg Miroslav Lhotsky Jon Kilian |
| 14 mei 2015 16u15 UTC+2 kwartfinale | Burns (00:27, 31:08 PP), Ennis (07:36), O Reilly (10:15, 53:02), Seguin (17:28 PP, 23:23, 50:32 PP), Spezza (55:19) | (4–0, 2–0, 3–0) |             | O2Arena Scheidsrechter: Timothy Mayer Marcus Vinnerborg Miroslav Lhotsky Jon Kilian |

|                                     |                                                        |                 |                                                                                      |                                                                                     |
| 14 mei 2015 19u15 UTC+2 kwartfinale | Zweden                                                 | 3–5             | Rusland                                                                              | ČEZ Aréna Scheidsrechter: Tobias Wehrli Vladimir Sindler Vit Lederer Paul Carnathan |
| 14 mei 2015 19u15 UTC+2 kwartfinale | Klingberg (31:01 PP), Lander (43:36), Eriksson (54:45) | (0–2, 1–1, 2–2) | Mozyakin (10:51 PP2), Shirokov (16:01), Malkin (20:48, 55:11), Tarasenko (58:13 ENG) | ČEZ Aréna Scheidsrechter: Tobias Wehrli Vladimir Sindler Vit Lederer Paul Carnathan |

|                                     |                 |     |          |                                                                                      |
| 14 mei 2015 20u15 UTC+2 kwartfinale | Finland         | 3–5 | Tsjechië | O2Arena Scheidsrechter: Konstantin Olenin Roman Gofman Gleb Lazarev Fraser Mc Intire |
| 14 mei 2015 20u15 UTC+2 kwartfinale | (1–1, 1–2, 1–2) |     |          | O2Arena Scheidsrechter: Konstantin Olenin Roman Gofman Gleb Lazarev Fraser Mc Intire |

|                                      |                              |                 |          |                                                                                              |
| 16 mei 2015 15u15 UTC+2 halve finale | Canada                       | 2–0             | Tsjechië | O2Arena Scheidsrechter: Marcus Vinnerborg Viacheslav Bulanov Paul Carnathan Fraser Mc Intyre |
| 16 mei 2015 15u15 UTC+2 halve finale | Hall (08:40), Spezza (29:02) | (1–0, 1–0, 0–0) |          | O2Arena Scheidsrechter: Marcus Vinnerborg Viacheslav Bulanov Paul Carnathan Fraser Mc Intyre |

|                                      |                  |                 |                                                                            |                                                                          |
| 16 mei 2015 19u15 UTC+2 halve finale | Verenigde Staten | 0–4             | Rusland                                                                    | O2Arena Scheidsrechter: Tobias Wehrli Jyri Ronn Jimmy Dahmen Bevan Mills |
| 16 mei 2015 19u15 UTC+2 halve finale |                  | (0–0, 0–0, 0–4) | Mozyakin (47:17), Ovechkin (50:19), Shipachyov (55:28), Malkin (58:35 ENG) | O2Arena Scheidsrechter: Tobias Wehrli Jyri Ronn Jimmy Dahmen Bevan Mills |

|                                      |                                              |                 |          |                                                                               |
| 17 mei 2015 16u15 UTC+2 derde plaats | Verenigde Staten                             | 3–0             | Tsjechië | O2Arena Scheidsrechter: Marcus Vinnerborg Jyri Ronn Jimmy Dahmen Gleb Lazarev |
| 17 mei 2015 16u15 UTC+2 derde plaats | Bonino (07:25), Lewis (18:13), Coyle (39:10) | (2–0, 1–0, 0–0) |          | O2Arena Scheidsrechter: Marcus Vinnerborg Jyri Ronn Jimmy Dahmen Gleb Lazarev |

|                                | |                 |                |                                                                                        |
| 17 mei 2015 20u45 UTC+2 finale | Canada                                                                                             | 6–1             | Rusland        | O2Arena Scheidsrechter: Tobias Wehrli Vladimir Sindler Paul Carnathan Miroslav Lhotsky |
| 17 mei 2015 20u45 UTC+2 finale | Eakin (18:10), Ennis (21:56), Crosby (27:22), Seguin (28:06), Giroux (48:58 PP), Mackinnon (49:50) | (1–0, 3–0, 2–1) | Malkin (52:47) | O2Arena Scheidsrechter: Tobias Wehrli Vladimir Sindler Paul Carnathan Miroslav Lhotsky |

### Eindrangschikking
| #      | Land             |
| ------ | ---------------- |
| Goud   | Canada           |
| Zilver | Rusland          |
| Brons  | Verenigde Staten |
| 4      | Tsjechië         |
| 5      | Zweden           |
| 6      | Finland          |
| 7      | Wit-Rusland      |
| 8      | Zwitserland      |
| 9      | Slowakije        |
| 10     | Duitsland        |
| 11     | Noorwegen        |
| 12     | Frankrijk        |
| 13     | Letland          |
| 14     | Denemarken       |
| 15     | Oostenrijk       |
| 16     | Slovenië         |